# Goethestraße 14 (Bad Nauheim)

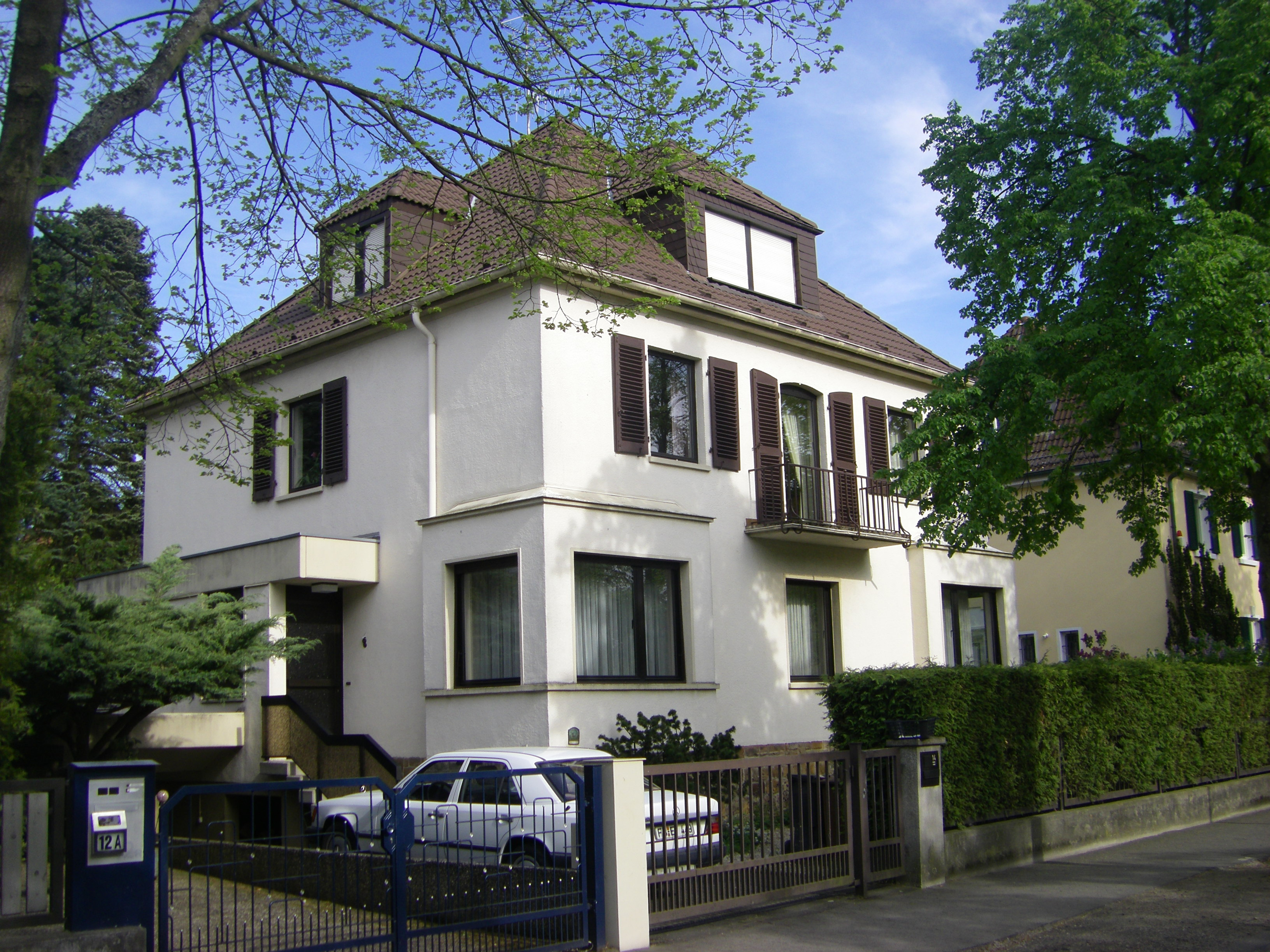
Das Haus Goethestraße 14 in Bad Nauheim (Aufnahme 2012)

Das Haus in der Goethestraße 14 der hessischen Kurstadt Bad Nauheim wurde weltweit durch die Tatsache bekannt, dass es vom 3. Februar 1959 bis zum 2. März 1960 von Elvis Presley bewohnt wurde.

## Elvis Presley in Deutschland
Im Rahmen seiner Wehrpflicht in der US Army kam Presley am Mittwoch, 1. Oktober 1958, mit dem Truppentransporter USS Randall in Bremerhaven an. Von dort ging es mit dem Zug nach Friedberg (Hessen), wo Presley in den kommenden 17 Monaten seinen Dienst in den Ray Barracks verrichtete.
Am darauffolgenden Samstag, 4. Oktober 1958, trafen Elvis’ Vater Vernon und dessen Mutter Minnie Mae sowie seine Freunde Lamar Fike und Red West mit dem Flugzeug in Frankfurt ein. Weil ihnen Bad Homburg als schönster Ort der Region empfohlen wurde, bezogen sie zunächst Quartier im dortigen Ritters Park-Hotel. Weil auch Elvis die Nächte lieber im Hotel bei seinen Vertrauten als in der Kaserne verbringen wollte, Bad Homburg aber etwas zu weit von Friedberg entfernt liegt, zogen sie bereits am nächsten Tag nach Bad Nauheim um. Dort bezogen sie zunächst das Hilberts Parkhotel, das 1982 geschlossen und 1989 abgerissen wurde. Bereits bei Einzug wurden die neuen Gäste darauf aufmerksam gemacht, dass sie bald wieder ausziehen müssten, weil der saudische König Saud aufgrund seines bevorstehenden Kuraufenthaltes in Bad Nauheim das komplette Hotel gebucht hatte. Daher zog die Gruppe am 11. Oktober 1958 ins Hotel Grunewald um. Die 1888 errichtete Villa diente bis 2007 als Hotel und war die folgenden zehn Jahre ein Privathaus. Im August 2017 eröffnete die Villa Grunewald erneut als Hotel. Das Zimmer mit der Nummer 10, das Elvis Presley zu jener Zeit bewohnte, wurde nahezu im Originalzustand erhalten und kann bewohnt werden.
Weil es im Laufe der Zeit mehrfach zu Dissonanzen mit dem Hotelinhaber Otto Schmidt gekommen war, die ihren Ursprung sowohl in Ruhestörungen vor allem durch Lamar Fike und Red West als auch in lautem Musizieren des King of Rock’n’Roll höchstpersönlich sowie den ständigen Fanbelagerungen des Hotels hatten, die einen geregelten Ablauf entsprechend erschwerten, mietete Elvis Presley das Haus in der Goethestraße 14, das Anfang Februar 1959 bezogen wurde.

## Elvis Presley in der Goethestraße 14

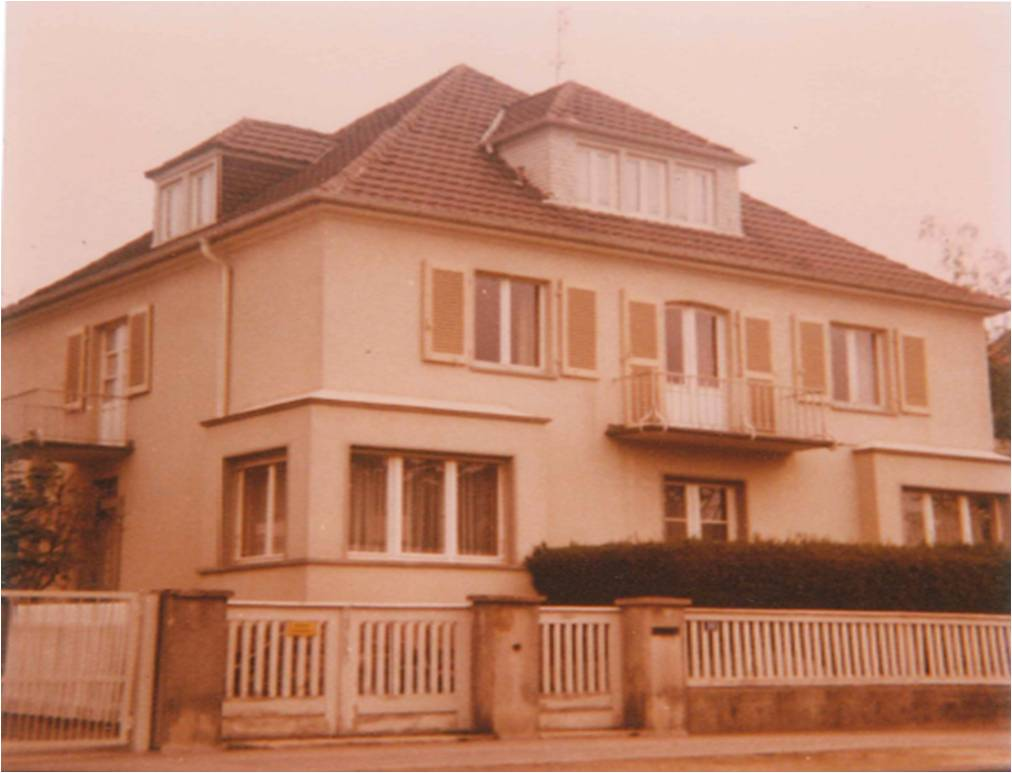
… und wie es aussah, als Elvis Presley dort lebte (Aufnahme 1982)

Über den Zeitraum von 13 Monaten war das Haus in der Goethestraße Wallfahrtsort für Fans aus aller Welt, die es belagerten und ständig hofften, ihrem Idol leibhaftig zu begegnen. Dies war häufig möglich, da Presley von Montag bis Freitag immer die Mittagspause zu Hause verbrachte und er nach Dienstschluss um 17:00 Uhr nach Hause kam. Außerdem wies ein Schild darauf hin, dass täglich zwischen 19:30 und 20:00 Uhr Autogrammstunde war. An vielen Sonntagnachmittagen konnte man Presley auch beim Footballspiel zusehen; einer seiner liebsten sportlichen Betätigungen, die er mit seinem Freund Red West und anderen Soldaten auf der dem Haus gegenüberliegenden Wiese vor dem Gradierbau IV/V praktizierte.
Permanent im Haus lebten Elvis Presley, sein Vater Vernon Presley, seine Großmutter Minnie Mae Presley, seine Freunde Lamar Fike und Red West, seine Sekretärin Elisabeth Stefaniak sowie an den Wochenenden auch sein Freund Charlie Hodge.

### Die Vermieterin
Die seinerzeitige Hauseigentümerin Maria Pieper verlangte eine für damalige Verhältnisse überhöhte Monatsmiete von 3.200 Mark, weil sie wusste, dass Presley sich dies leisten konnte. Dennoch erhielt sie, die sich während des 13-monatigen Aufenthaltes ihres weltbekannten Mieters ins Dachgeschoss zurückgezogen hatte, viele Geschenke des King of Rock’n’Roll, der somit für den „bürgerlichen Wohlstand“ im Hause Pieper gesorgt hatte. Trotz der Präsente ging Frau Pieper am 1. März 1960, dem Vorabend des Auszugs der Presleys, mit ihrem Anwalt durch das Haus und stellte für jeden Kratzer, den sie finden konnte, Nachforderungen.

### Aufdringliche Fans
Die ständigen Belagerungen des Hauses durch Fans und andere Neugierige hatten auch ihre Schattenseiten. Weil das Haus unter ständiger Beobachtung stand und besonders aufdringliche Menschen auch durch die Fenster schauten bzw. in seltenen Fällen sogar durch dieselben ins Haus gelangten, blieben die Rollläden im Erdgeschoss schon bald Tag und Nacht geschlossen. Doch diese Maßnahmen hinderten niemanden daran, zu beliebigen Zeiten (auch nachts) die Klingel zu betätigen oder über den Gartenzaun zu klettern und Presleys Hemden von der Wäscheleine im Garten hinter dem Haus zu entwenden. Außerdem wurden unzählige Liebes- und Grußbotschaften auf dem Gartenzaun hinterlassen, so dass Presley ihn mehrmals im Jahr streichen ließ.

### Besondere Ereignisse
Im August 1959 besuchte der 13. Sohn des bereits erwähnten saudischen Königs Ibn Saud Elvis Presley in der Goethestraße 14.
Wenige Wochen später – am Sonntag, den 13. September 1959 – brachte Currie Grant, der Manager des Eagle’s Club in Wiesbaden, den Elvis Presley am 17. Mai 1959 kennengelernt hatte, zu einer Feier im Haus Goethestraße 14 die erst 14-jährige Priscilla mit, der Elvis an diesem Tag und Ort zum ersten Mal begegnete. Sie wurde später seine Ehefrau und Mutter seiner einzigen Tochter Lisa Marie.
Elvis verkehrte öfter mit Soldatenfreunden in der Bar der Gaststätte Schützenhaus, gegenüber dem Rathaus von Bad Nauheim, das damals der Familie Kaiser gehörte, die von Elvis Soldatenzeit in Friedberg persönliche Fotos besitzt. Die kleinere Bar im Garten war den Soldaten ab Offiziersrang aufwärts vorbehalten. Dort lernte Elvis einen kleinen Jungen kennen, dem er in dem benachbarten Fahrradgeschäft ein Fahrrad kaufte.
In Bad Nauheim gibt es einen Elvis-Verein, der eine Ausstellung betreibt.  Hinzu kommen Ampelmännchen mit dem Porträt des Sängers.

## Das Haus in der Gegenwart
Um 1985 ging das Grundeigentum an der Goethestraße 14 auf eine Arztfamilie über, die den alten Holzzaun ersetzte, Umbaumaßnahmen am Haus vornahm und keinerlei Schilder an ihrem Grundstück wünscht, die daran erinnern, dass das Anwesen in den Jahren 1959/60 von Elvis Presley bewohnt wurde.
Laut Sam Thompson war Priscilla Presley 2012 inkognito vor Ort, bekam aber keinen Einlass. Am 18. Oktober 2016 wurde ihr und einem RTL-Kamera-Team der Zugang wegen Unpünktlichkeit verwehrt.